# Kajetansbrücke
Die Kajetansbrücke ist eine Steinbogenbrücke über den Inn in der Gemeinde Pfunds in Tirol.

## Geschichte
1854 wurde mit dem Bau der von Karl Ritter von Ghega geplanten Hochfinstermünzstraße nach Nauders begonnen (sie entspricht dem heutigen Verlauf der Reschenstraße). Im Zuge der Neuanlage der Bundesstraße nach Nauders wurde eine Holzbrücke an der Stelle erbaut, die nach dem damaligen Statthalter von Tirol, Cajetan von Bissingen-Nippenburg, benannt wurde. Die ursprüngliche Brücke hatte über der Flussöffnung einen großen Holzbogen, der auf beiden Seiten von Steinbogen eingerahmt wurde. Ursprünglich war es die größte freitragende Holzbrücke Tirols. Aufgrund des gestiegenen Verkehrsaufkommens wurde der Holzbogen 1956/1957 durch einen Bogen aus Stahlbeton ersetzt.
Von der Kajetansbrücke aus führt die römische Via Claudia Augusta als Wanderweg zum nahegelegenen Altfinstermünz, wo die alte Straße, vom Reschenpass kommend, über den Inn führte und wo sich die Zollstätte befand. (Das Zollamt wurde schon 1779 nach Martina/Martinsbruck verlegt.) Die alte Straße verlor durch die Eröffnung der Kajetansbrücke an Bedeutung.
Kurz über der Brücke beginnt auch eine Forststraße, die zur zu Pfunds gehörenden Radurschlalm führt, ebenso gelangt man dort zum Hohenzollernhaus.

## Galerie

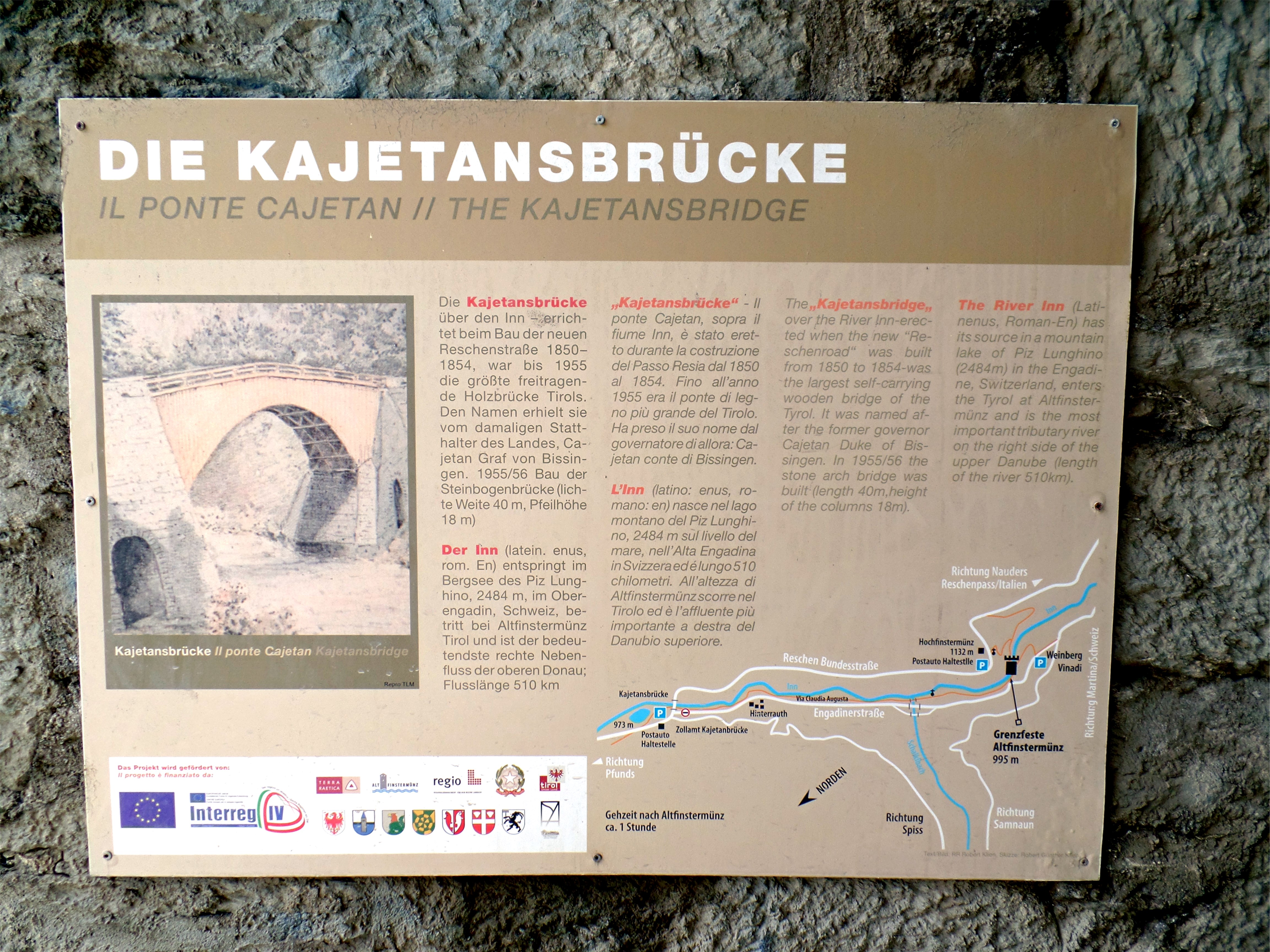
Informationstafel im westlichen Uferbogen
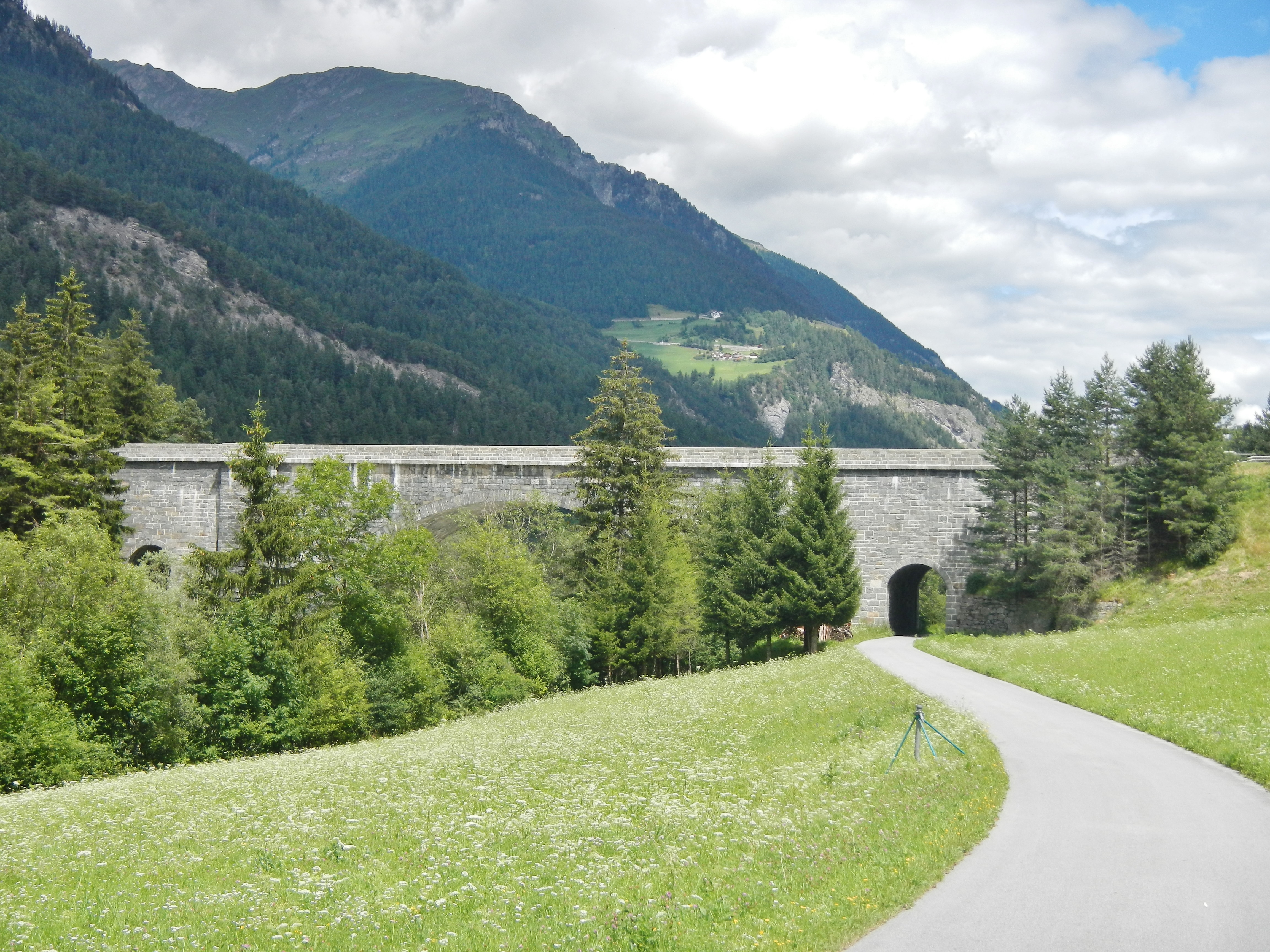
Südansicht der Brücke
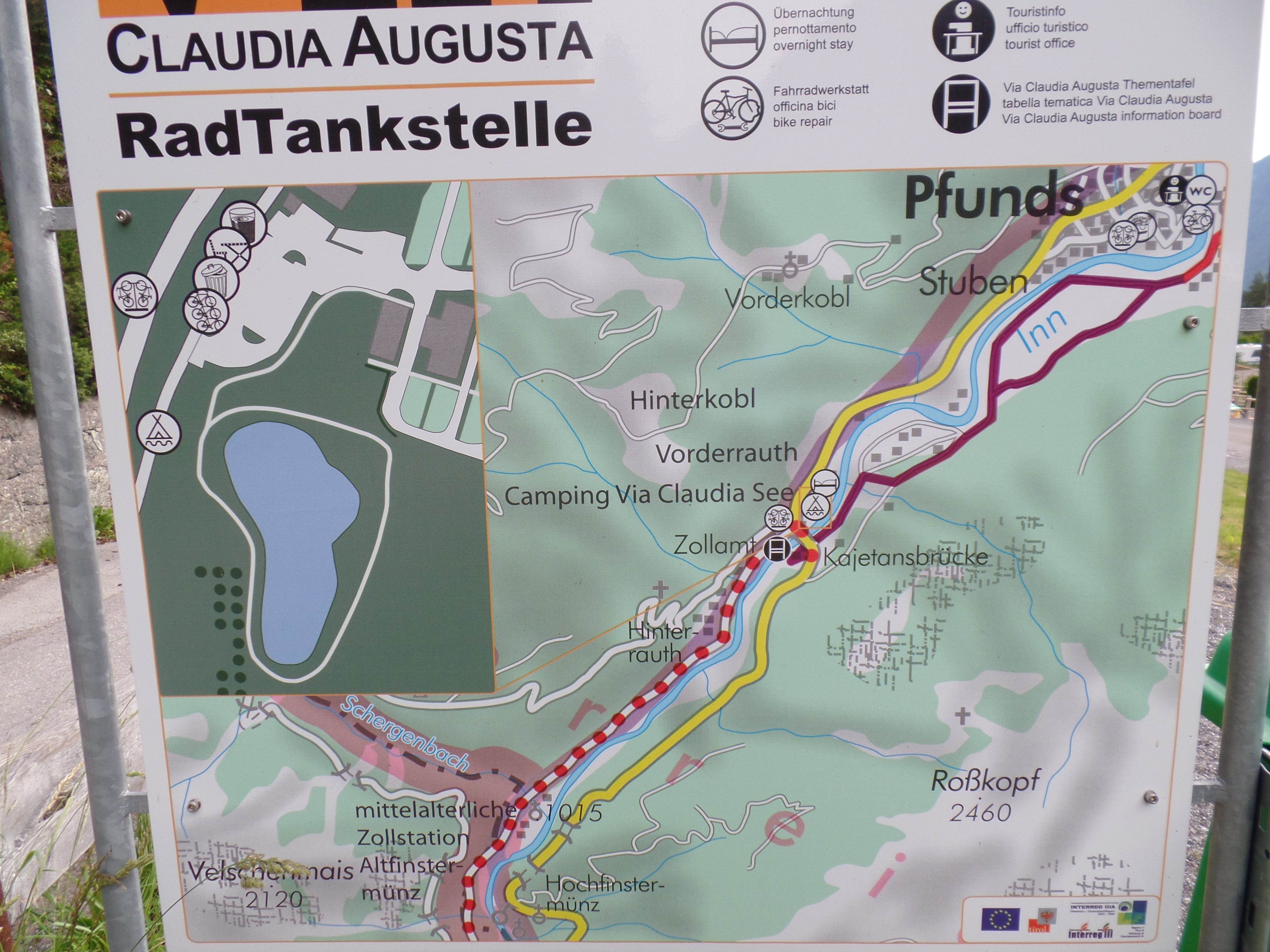
Übersichtsplan als Teil der Via Claudia Augusta